# Hemistola rectilinea
Hemistola rectilinea är en fjärilsart som beskrevs av W. Warren 1896. Hemistola rectilinea ingår i släktet Hemistola och familjen mätare. Inga underarter finns listade i Catalogue of Life.